# Hologagrella curvispina
Hologagrella curvispina is een hooiwagen uit de familie Sclerosomatidae.